# Cantonul Toul-Sud
Cantonul Toul-Sud este un canton din arondismentul Toul, departamentul Meurthe-et-Moselle, regiunea Lorena, Franța.

## Comune
- Bicqueley
- Blénod-lès-Toul
- Bulligny
- Charmes-la-Côte
- Chaudeney-sur-Moselle
- Choloy-Ménillot
- Crézilles
- Domgermain
- Gye
- Mont-le-Vignoble
- Moutrot
- Ochey
- Pierre-la-Treiche
- Sexey-aux-Forges
- Toul (parțial, reședință)
- Villey-le-Sec